# Godivelle
Godivelle é uma comuna francesa na região administrativa de Auvérnia-Ródano-Alpes, no departamento Puy-de-Dôme. Estende-se por uma área de 19 km². Em 2010 a comuna tinha 15 habitantes (densidade: 0,8 hab./km²).